# Kungspingvin
Kungspingvin (Aptenodytes patagonicus) är den näst största pingvinarten. Tillsammans med kejsarpingvinen bildar den släktet Aptenodytes.

## Utbredning och systematik
Kungspingvinen lever huvudsakligen på subantarktiska öar, till exempel Sydgeorgien och Prins Edwardöarna. Mindre bestånd finns på Falklandsöarna. Trots artens vetenskapliga artnamn patagonicus förekommer den inte längre vid Patagoniens kustlinje. Man skiljer mellan två underarterna A. p. patagonicus som lever söder om Sydamerika och A. p. halli som lever söder om Afrika och Nya Zeeland.
I Europa förekommer arten i olika djurparker, till exempel i Antwerpen, Berlin, Edinburgh och Wien.

## Utseende
Kungspingvinen är omkring 90 cm lång och väger 11 till 15 kg. Hanar är i genomsnitt två kilo tyngre än honor. Kännetecknande är en tydlig lång och smal näbb samt en påfallande orange färgning vid halsen och öronen.

## Ekologi

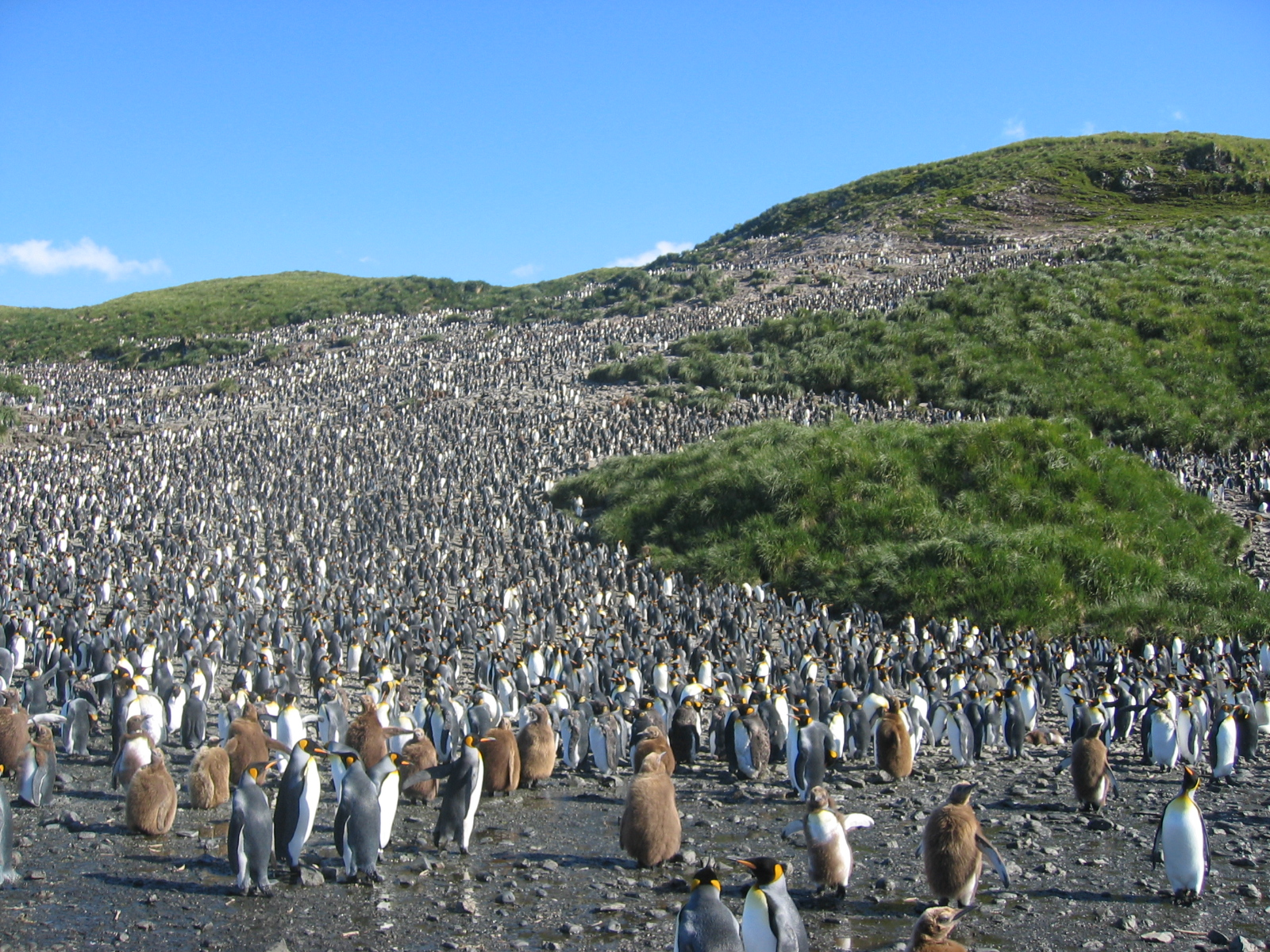
En stor kungspingvinskoloni på Salisbury Plain, Sydgeorgien.

Som alla pingviner saknar kungspingvinen förmåga att flyga men den är en skicklig och uthållig simmare. Vid födosök dyker kungspingvinen ofta till 100 meters djup, men har observerats ända ner till 300 meters djup – och kan befinna sig flera minuter under vatten. Kungspingvinen dyker tidvis 150 gånger per dag. Vid dykningen sparas syret i musklerna med hjälp av myoglobin, som liknar hemoglobin.
Den lever av småfisk, krill och kräftdjur. Man har dokumenterat att kungspingviner som häckar på Crozetöarna, sydost om Godahoppsudden, ibland simmar över 1 500 km för att nå de fiskevatten där de hämtar föda till sina ungar. I genomsnitt är avståndet mellan kustlinjen och jaktreviret 400 km.
Kungspingviner är sociala djur, de jagar i grupp och häckar i stora kolonier med flera tusen individer. På land har adulta kungspingviner inga fiender. Däremot blir deras ägg och ungar ibland offer för jättestormfåglar. I havet utgörs predatorerna av späckhuggare och leopardsälar.
I kolonin kommunicerar kungspingvinerna med olika läten.

### Fortplantning

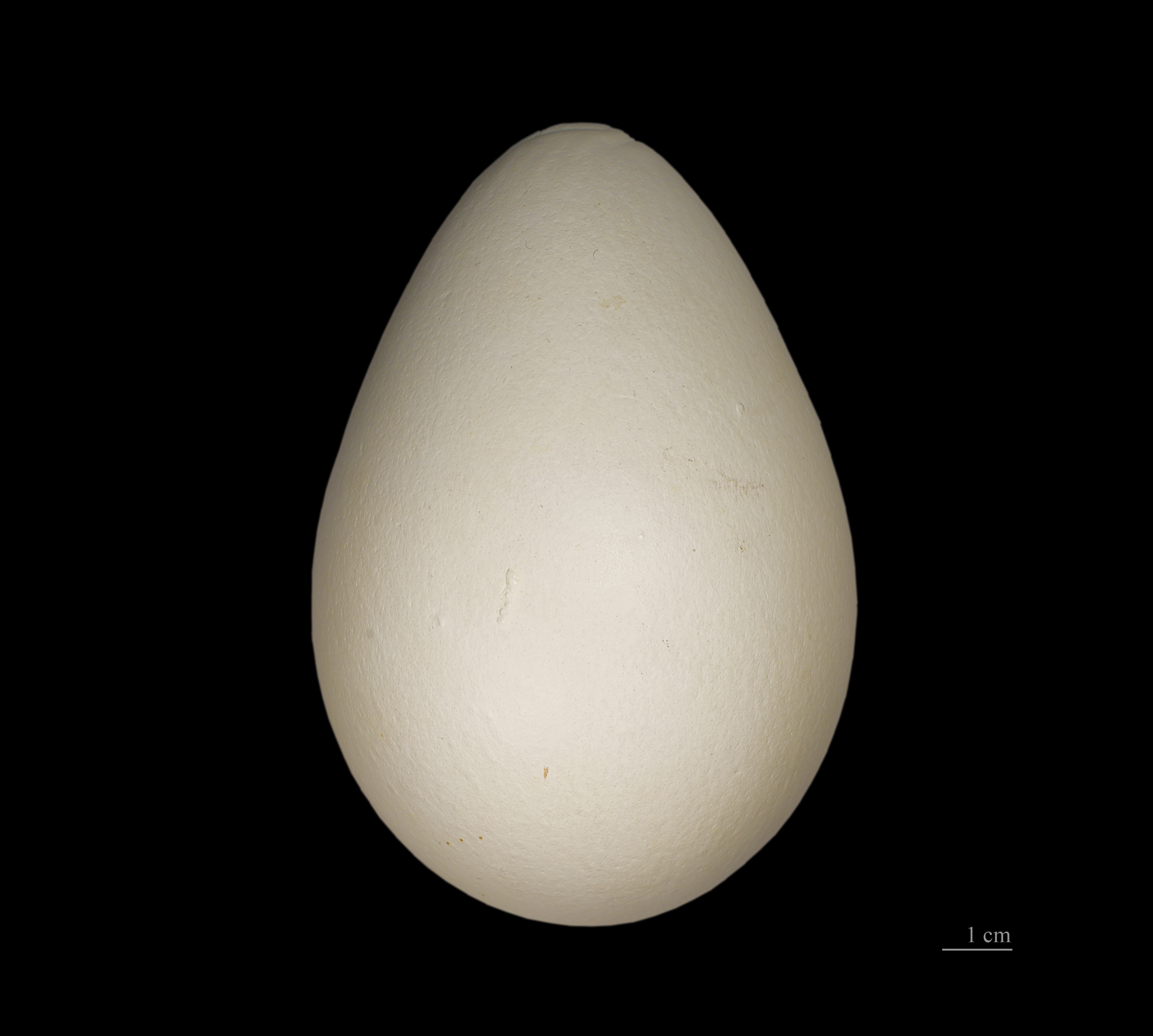
Ägg av kungspingvin.

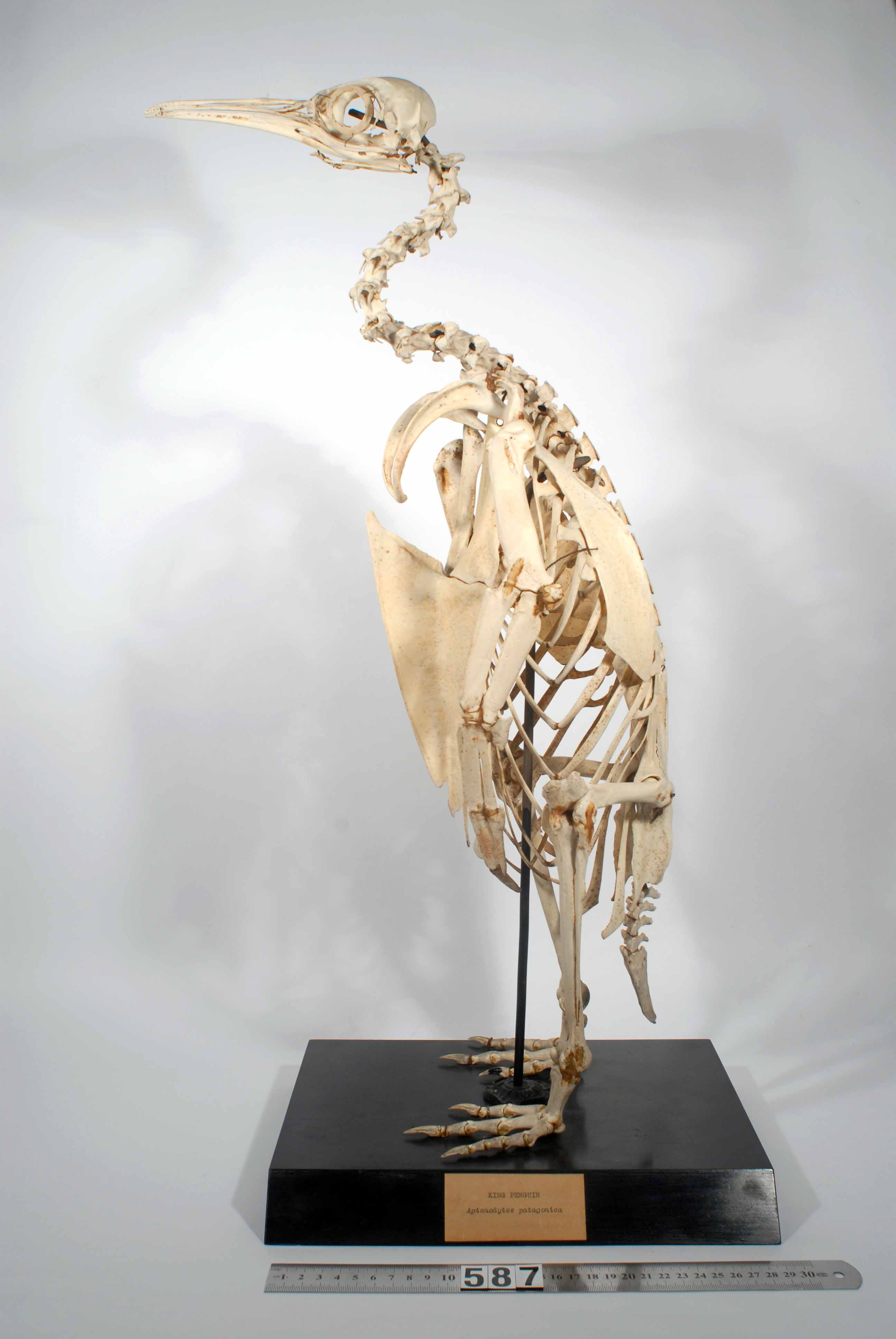
Monterat skelett av kungspingvin.

Kungspingviner blir könsmogna efter cirka tre år. På grund av de hårda klimatförhållanden som råder i deras utbredningsområde lever den uteslutande monogamt. En fullständig häckningsperiod tar nästan fjorton månader, varför den inte ruvar varje år. När förutsättningarna är optimala får den två ungar vart tredje år. Arten häckar företrädesvis på låga kustlinjer bakom strandlinjer av sand.
Häckningscykeln påbörjas med olika parningslekar i november, då det är vår på södra halvklotet. I december lägger honan ett grönvitt ägg som i genomsnitt väger 310 gram. Under häckningstiden tappar föräldrarna en del av fjädrarna vid benen, en så kallad ruvfläck, för att ägget ska ligga tätare intill kroppen. Ruvningen tar ungefär 55 dagar. Hanen och honan byter under denna tid plats på boet och den som inte ruvar födosöker.
Efter kläckningen får ungen vård, skydd och näring av föräldrarna i minst nio månader. Under de första trettio till fyrtio dagarna sitter ungen på föräldrarnas fötter tills den har utvecklat tillräcklig mycket dun. Vårdnaden är jämnt uppdelad mellan hanen och honan och bytet sker vanligtvis var tredje dag. Ibland förekommer grupper med ungar som kan liknas vid ett daghem. Under vintern kan ungar svälta tills de förlorat 70 % av sin kroppsvikt utan att det innebär någon fara för deras liv.
Först efter 10 till 13 månader ruggas den juvenila duniga fjäderdräkten till adult fjäderdräkt. Samtidigt blir ungen självständig och kontakten med föräldrarna upphör.

## Status och hot
2004 uppskattades kungspingvinens bestånd i Subantarktis till omkring tre miljoner individer. Efter en minskning fram till början av 1900-talet ökar populationen igen. Denna ökning förklaras med att många valar som livnär sig av samma föda har försvunnit från kungspingvinens territorium.